# フランス王国

フランス王国
Royaume de France (フランス語)

国の標語: Montjoie Saint Denis!（フランス語）
モンジョワ・サンドニ！国歌: Vive Henri IV（フランス語）
アンリ4世万歳
王室歌：Domine salvum fac regem （ラテン語）
神は偉大な王を守る

フランス王国
（1789年）

1. 

フランス王国（フランスおうこく、フランス語: Royaume de France）は、かつて存在したヨーロッパの王国である。

## 起源
フランス王国の起源はフランク王国に遡り、「フランス王国」の名も「フランク王国」の発音が変化したものである。また、西フランク王国とフランス王国は同一の王国を指す歴史学上の別名であり、一般にはユーグ・カペーが西フランク国王に即位した987年以降の西フランク王国を指して「フランス王国」と呼び、それ以前のフランス王国を指して西フランク王国と呼ぶ。
これを前提とすると、1789年のフランス革命まで800年間、さらに1848年にオルレアン朝が倒れて王政が廃止されるまで、第一共和政・第一帝政期（1792年 - 1814年）を挟み、約840 - 860年間存続したことになる。

## 歴史

### カロリング朝
フランス王国は、かつては西フランク王国と呼ばれていた。現在では、カロリング朝時代の西フランク王国のみを指して西フランク王国と呼び、カペー朝以降の西フランク王国をフランス王国と呼び分けることが多い。カロリング朝の下における西フランク王国については、西フランク王国を参照。

### カペー朝

家系図

カロリング朝が断絶したあと、987年に西フランク国王ロベール1世（ロベール家）の孫にあたるパリ伯ユーグ・カペーが西フランク国王に選ばれ、カペー朝（987年 - 1328年）が成立した。成立当初は権力基盤が非常に弱くパリ周辺のイル＝ド＝フランスを押さえるのみであったが、フィリップ2世やフィリップ4世の時代に王権を拡大させ、イングランドやローマ教皇の勢力に対しても優位に立った。1328年まで15代の王が続き、またブルボン朝に至るまでフランス王国の歴代の王朝はみなカペー家の分族から出た。

### ヴァロワ朝
カペー朝断絶後、カペー家の支流ヴァロワ家からフィリップが即位し、ヴァロワ朝（1328年 - 1589年）が始まった。初期には1339年に勃発した百年戦争に苦しんだが、この戦争を通じて英仏両国で国民意識が形成された。後期にはイタリアへと領土的野心を向け、1494年からイタリア戦争を開始したが、ハプスブルク家によって挟撃され敗北した。1589年までの間に13代の王が続いた。なお、ルイ12世以降をヴァロワ＝オルレアン朝、フランソワ1世以降をヴァロワ＝アングレーム朝とも呼ぶ。

### ブルボン朝

ルイ14世 - 72年もの在位期間を有し、中世以降の君主の中で在位期間が最長であるとしてギネス記録を保有している人物である。

ヴァロワ朝が断絶し、カペー家の別の支流ブルボン家のアンリ4世がフランス国王として即位したことでブルボン朝（1589年 - 1792年、1814年 - 1830年）が成立した。ルイ14世の時代には領土拡大などの成果を上げたが、国民には重税を課しフランス革命を招いた。

#### フランス革命によってフランス王国が滅亡
ブルボン家はフランス革命で王位を追われた後、ナポレオン1世の失脚により王政復古を成し遂げたが、七月革命によって再度王位を追われた。

処刑されたルイ16世の生首を見て歓喜している国民と軍隊の人々。

なお、ルイ16世のギロチン処刑が実行され、ルイ16世の子女（ マリー・テレーズ、ルイ・ジョゼフ、ルイ17世、ソフィー）は監禁生活を送っていたため、子孫を残さなかった。その結果、ブルボン朝は断絶してしまった。

### ブルボン朝（復活王政）
ナポレオン戦争の終結により、百日天下の期間を除きブルボン朝が復古した。極端な反動政治も見られ、社会も騒擾・擾乱があり不安定であったが、アンシャンレジームの絶対王政ではなく立憲王政の政体であった。

### オルレアン朝
七月革命により、新たにブルボン家の支流であるオルレアン家のルイ・フィリップが即位し、オルレアン朝（1830年 - 1848年）が成立した。ルイ・フィリップの王政は七月王政とも呼ばれる。ルイ・フィリップは内閣制度を導入して、立憲王政の確立やブルジョワジーが主導するフランス経済の発展を目指した。

### 再び革命が起き、正式に滅亡
貧富の差の拡大などもあって国民の不満は爆発し、二月革命を引き起こした。この革命で第二共和政、次いで第二帝政が成立し、長きにわたったフランスの王政も終焉し、フランス王国ならび、フランスの君主制は完全に滅亡する事になった。ただし、1871年の普仏戦争敗戦後、王政復古の機会があった（「アンリ・ダルトワ」、「フィリップ (パリ伯)」を参照。)　。

## サリカ法
フランス王国においては、他家（特にプランタジネット家）の干渉を恐れて、サリカ法を根拠として女系を含む女性の王位継承権を廃止したため、フランス歴代国王はすべてユーグ・カペーの男系子孫の男王である。ヨーロッパでは一般に、女系での王位継承や女王が珍しくなく、フランス王国の特徴を成している。
フランスの王党派は今なお、王政復古への望みを繋いでいるが、ブルボン家の支流のうちオルレアン家を支持するオルレアニスト（オルレアン派）と、現在ではスペイン・ブルボン家を支持するレジティミスト（正統派）の2派が対立している。

## 領土

分裂後の青い部分が王国領

フランス王国は領土の拡張が激しい時代であった。 13世紀以前のフランス王国のごく一部だけがフランク王の支配下にあったとされている。

1030年のフランス王国の領土

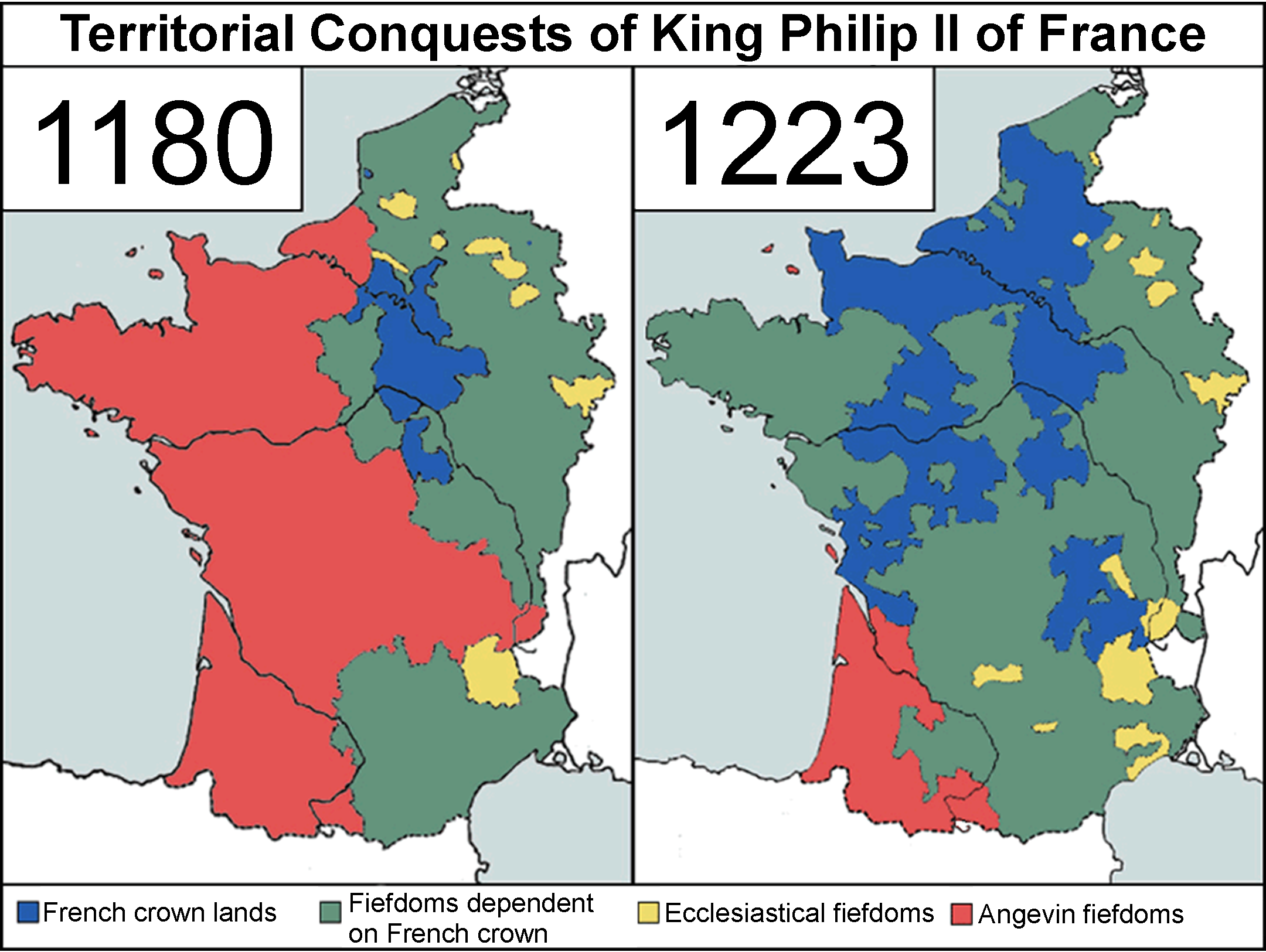
1180年と1223年における領土の変化

1477年における領土

1789年における領土

北部では、ノルマンディー公国の形成につながる海賊の侵入があった。西部では、12世紀にイングランド王国を含むアンジュー帝国を設立したことにより、アンジュー帝国の君主はヨーロッパで最も強力な権力者としての地位を確立していた。その結果、アンジュー帝国とフランスのカペー家王の間のフランスの分割は百年戦争につながり、フランスは15世紀半ばまでにのみこれらの領土の支配権を取り戻した。

## 国民的宗教

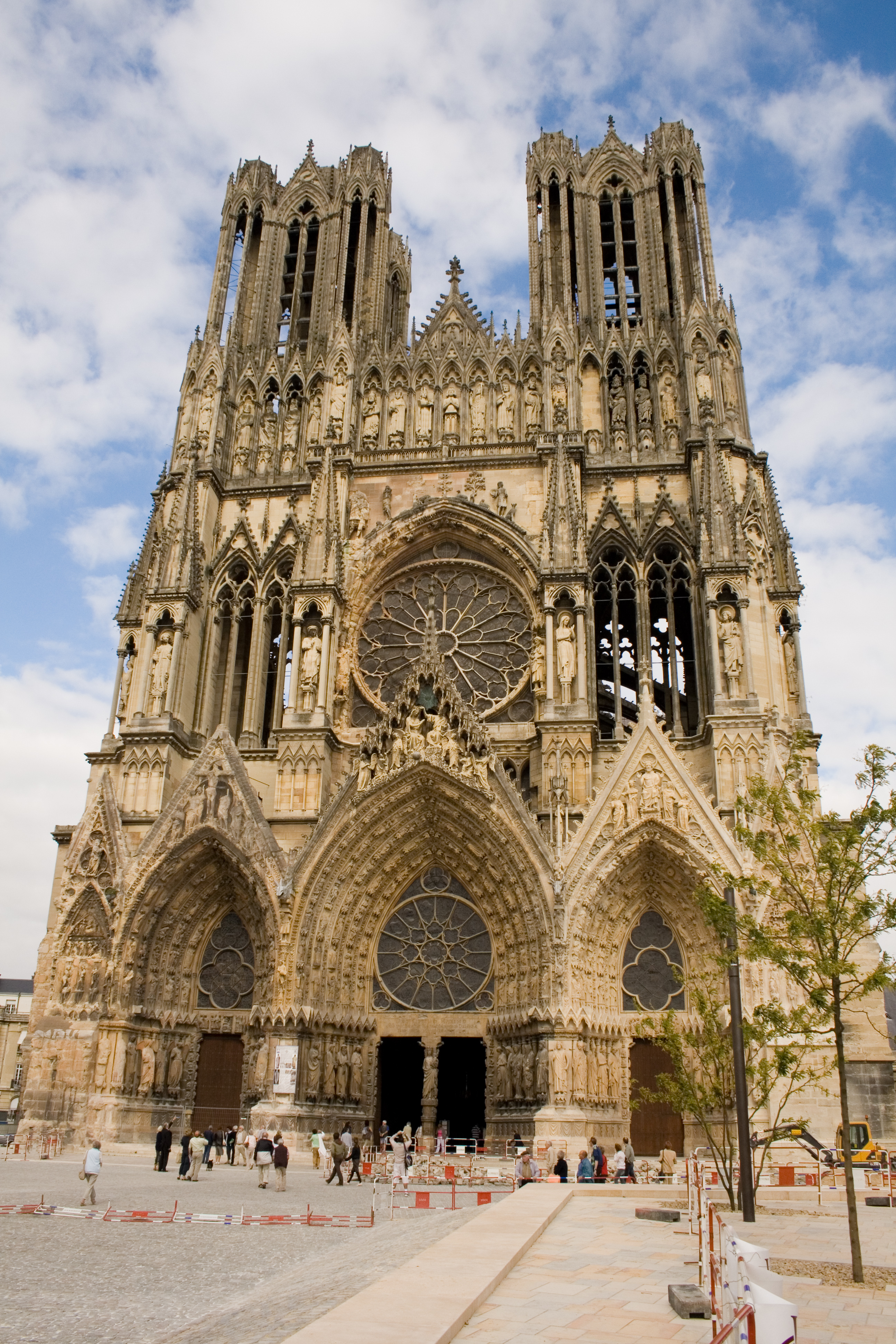
ノートルダム大聖堂はフランス王国の宗教を象徴する建物である。

フランス王国の宗教は時代によって、入れ替わったとされている。建国以来、長期間信仰されたのはローマカトリックが主流な宗教であった。987年から1682年3月19日、1801年7月15日とされている。
一部の国民はガリカニスム教会を1682年から1794年3月まで、その後は聖職者民事基本法の宗教は1791年から1801年までとされる。その後は、ユダヤ教などが信仰されたとされる。

## 戴冠
フランス王の戴冠は代々ランスで行われた。ランスはフランク王クロヴィスの洗礼の地であり、フランス王はその王権の根拠を、ランスに保管されている聖油による聖別を受けてクロヴィスの後継者となることに求めたためである。
その背景には、中世ドイツにおいて東フランク王国のオットー大帝が神聖ローマ皇帝として戴冠して以降、西フランク国王（フランス国王）がローマ教皇に神聖ローマ皇帝冠を受けて神聖ローマ皇帝としてカール大帝の後継者となるという方法が使えなくなったという事情がある。百年戦争の混乱の中でシャルル7世は、イングランドからランスを奪還するまで戴冠できなかった。